# Dactiloscopie

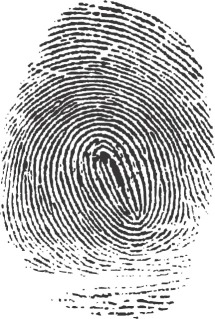
Amprentă digitală

Dactiloscopia (din greacă daktylos "deget" și skopia "examinare") este o metodă de identificare a persoanelor, folosită în antropologie, medicină legală și criminalistică care se bazează pe analizarea caracteristicilor reliefului papilar (amprentelor digitale), în urma cercetărilor antropologului englez Francis Galton care a demonstrat că desenele papilare digitale sunt strict individuale.
Relieful papilar se formează în perioada intrauterină a fătului și este alcătuit din creste și șanțuri care formează așa numitele desene papilare. Desenele papilare, specifice pielii corpului omenesc, aflate la nivelul degetelor, palmei și tălpii piciorului (plantă), cunoscute sub denumirea de dermatoglife, sunt formate din sistemul liniilor paralele ale crestelor papilare, separate între ele de șanțurile papilare. Sustenabilitatea folosirii metodei este dată de proprietățile desenelor reliefului papilar și anume de unicitatea și stabilitatea acestora. Unicitatea este dată de caracteristicile nivelului 2 și 3 care, prin plasamentul, forma și dimensiunea acestora, exclud repetabilitatea unui anumit tip papilar în ansamblul său. Fixitatea desenelor reliefului papilar face referire la permanența în timp (relieful papilar poate fi analizat după moartea omului, până la distrugerea acestuia prin putrefacție) a celor 3 nivele de caracteristici precum și la imobilitatea acestora. 
Dactiloscopia ajută la identificarea persoanelor înregistrate în cazierul judiciar și la stabilirea antecedentelor penale ale acestora. Este un domeniu al criminalisticii alături de traseologie și balistică judiciară.

## Expertiza dactiloscopică
Utilizarea desenului papilar ca cea mai importantă metodă de identificare a persoanei se datorează următoarelor proprietăți:
- unicitatea desenului papilar, potrivit căreia amprentele se deosebesc între ele prin formă și detalii caracteristice, al căror număr și varietate fac imposibilă întâlnirea a două amprente identice (chiar și la aceeași persoană).
- fixitatea desenului papilar constă în menținerea tuturor detaliilor caracteristice ale desenului papilar de la formarea sa în a 13-a săptămână de viață intrauterină și până la moartea persoanei. Singura modificare, fără implicații în procesul identificării, o reprezintă creșterea în dimensiuni a amprentei, pe măsura dezvoltării corpului.
- inalterabilitatea desenului papilar, determinată de faptul că, în mod normal, un desen papilar nu poate fi modificat sau înlăturat.

În criminologie, expertiza dactiloscopică are următoarele etape:
- căutarea și descoperirea urmelor papilare la fața locului;
- examinarea și interpretarea la fața locului a urmelor papilare;
- relevarea și ridicarea urmelor papilare descoperite la fața locului;
- prelucrarea și examinarea urmelor papilare ridicate;
- obținerea amprentelor papilare model de comparație;
- identificarea persoanei care a creat urmele papilare prin efectuarea unor examinări dactiloscopice comparative.

Un specialist în dactiloscopie se numește dactiloscop.
Aprecierea valorii caracteristicilor în scopul identificării se bazează pe asocierea criteriilor calitative și cantitative, prioritate având cele calitative. Asemănările nu se numără, ci se „ponderează”. Identificarea depinde de natura, poziția și numărul asemănărilor. Absența deosebirilor nu dovedește prin ea însăși identitatea. În expertiza criminalistică nu s-a stabilit un număr de caracteristici necesare pentru individualizarea unui obiect după reflectarea sa și nici un număr minim de asemănări pentru stabilirea identității. Excepție face „regula celor 12 puncte” a lui Balthazard, aplicabilă în dactiloscopie (această regulă este uzitată în numeroase state europene și din America de Sud, precum și în Japonia. La polul superior al numărului de puncte coincidente necesare unui concluzii de identitate se află Italia – cu 16-17 puncte, iar a cel inferior Africa de Sud – 7 puncte, zona mediană – cu 8-12 puncte – se aplică în state precum Germania, Suedia, Olanda, Elveția.

## Situația în România

### Începuturile
- în 1906 Nicolae Minovici a realizat cercetări în dactiloscopie;
- între anii 1892-1914 a avut loc introducerea masivă în practică a identificării dactiloscopice. D. Călinescu a publicat Dactiloscopia și portretul vorbit;
- în 1914 Valentin Sava a preluat serviciul de identificare - devenit în 1925 Serviciul Central și a publicat în 1943 Manual de dactiloscopie.

### Situația actuală
Prin lege, în România evidența informatizată a cazierului judiciar și evidența informatizată dactiloscopică se organizează și funcționează în cadrul Poliției Române.
În cazul persoanelor fizice, înregistrarea se face și dactiloscopic, în situațiile prevăzute de lege, prin luarea impresiunilor digitale (fișa dactiloscopică decadactilară) și palmare, necesare pentru identificarea dactiloscopică a persoanelor înregistrate și cunoașterea exactă a situației lor juridice. În scopul înregistrării și identificării dactiloscopice, în cadrul Inspectoratului General al Poliției Române funcționează un serviciu de specialitate pe probleme de dactiloscopie.
La 27 mai 2005, Germania, Austria, Belgia, Olanda, Franța, Luxemburg și Spania au semnat Tratatul de la Prüm privind intensificarea cooperării transfrontaliere, mai ales în ceea ce privește combaterea terorismului, criminalității transfrontaliere și migrației ilegale.
În România, prevederile Tratatului de la Prüm au intrat în vigoare din 3 martie 2009. Conform acestuia, statele membre trebuie să operaționalizeze schimbul automat în trei domenii de referință, respectiv de date ADN, date dactiloscopice și date privind vehiculele. Pentru operaționalizarea schimbului de date dactiloscopice, Poliția Română a achiziționat un soft care să permită căutările automate ale urmelor și impresiunilor papilare, de către sisteme similare din dotarea Polițiilor Europene și similar. Interfața AFIS (Automated Fingerprint Identification System) a devenit funcțională începând cu data de 19 noiembrie 2012, la Institutului Național de Criminalistică din cadrul Inspectoratului General al Poliției Române.